# Francesco Apa
Francesco Apa (Santa Severina, XVIII secolo – Polsi, 1826-1827) è stato un religioso e militare italiano.

## Biografia
Francesco Apa era un arciprete di Santa Severina che, in occasione della proclamazione della Repubblica Napoletana del 1799, si arruolò nell'esercito della Santa Fede con la carica di "Ispettor Commissario de' viveri e foraggi". Si era recato a Cutro per "ossequiare in nome del suo Metropolita" il cardinale Fabrizio Ruffo e, visto che vi era necessità di un "ispettor commissario dei viveri e foraggi", fu scelto per tale mansione. Si noti che Domenico Sacchinelli, nelle sue Memorie, sbaglia il nome di Apa, chiamandolo Giuseppe piuttosto che Francesco.
In particolare, gli fu affidato l'incarico di sostituire il cavaliere Perriccioli nell'incarico di commissario dei viveri, dal momento che quest'ultimo risultò scomparso al passaggio del fiume Trocchia essendo fuggito con tutte le provviste. Inoltre ricevette dal cardinale Ruffo l'incarico di recarsi a Matera per far penetrare in Altamura qualcuno che annunciasse il prossimo arrivo dell'esercito sanfedista. Ricevuto l'incarico, Apa si recò a Matera insieme a Domenico Petromasi e all'aiutante Rosario Astorina. Prima, però, di entrare loro stessi in città, si decise di inviare prima un "uomo idiota" che presentasse un biglietto a persona "di sani sentimenti":
(Petromasi, pp. 25-26)
Il riferimento all'"uomo idiota" è da ritenersi relativo allo "zingaro" delle cronache dei fatti del 1799 ad Altamura. Apa è noto per aver scritto, nell'anno 1800, delle memorie relative ai fatti del 1799 dal titolo Brieve dettaglio di alcuni particolari avvenimenti accaduto nel corso della campagna della spedizione dell'Eminentissimo Fabrizio Ruffo; lo stesso, del resto, fecero gli altri sanfedisti Antonino Cimbalo, Vincenzo Durante, Domenico Petromasi e per ultimo Domenico Sacchinelli. L'opera di Apa divenne (e lo è tuttora) un'opera rara, tanto che nessuno dei primi storici dell'Apa degli inizi del Novecento erano a conoscenza della sua opera.
Lo storico Ottavio Serena (1862) mise in dubbio l'attendibilità degli scritti sanfedisti, dal momento che molti di essi erano ispirati non da sincera e disinteressata ricerca storiografica, ma piuttosto dalla speranza nella "real beneficenza"; in altre parole, speravano che gli scritti avrebbero messo in risalto il loro ruolo, e che sarebbero stati per questo ricompensati da re Ferdinando IV di Napoli; inoltre Serena fa notare che essi "non fecero che copiarsi a vicenda" e risulta singolare che Petromasi, Cimbalo, Apa e Durante pubblichino i loro libri a Napoli, quasi nello stesso periodo e presso la stessa tipografia. Lo storico Ottavio Serena, rispondendo a una lettera di Alexandre Dumas padre, affermò che le loro memorie andrebbero considerate come un'unica, e non come quattro resoconti differenti e indipendenti, ai fini della valutazione del peso della loro narrazione in confronto alle testimonianze dei rivoluzionari. Nell'opera di Apa, è descritto il disordine e la mancanza di disciplina dei sanfedisti ma vengono sottaciuti gli atti gratuiti di malvagità di cui si macchiarono.
Armando Lucifero (1909), sulla base di fonti non note, riporta alcuni incarichi che Apa ricevette da Ruffo per i giorni 6-8 aprile 1799 a Cariati; tali incarichi evidenziano la funzione di cerimoniere e uomo di fiducia di Ruffo. L'anonimo redattore di un articolo della rivista Siberene (anni 1920) fornisce ulteriori informazioni sulla vita di Apa successivamente al 1799. In particolare, Apa ricevette la Badia di Polsi e le relative rendite come ricompensa per la sua fedeltà ai Borboni. In particolare, la Badia di Polsi fu dichiarata di Regio Patronato il 15 novembre 1802 e poco dopo fu investito della commenda. Il nuovo commendatario chiese subito al vescovo di Gerace di essere investito del beneficio nella chiesa di Polsi, ma tale richiesta verrà disattesa dal vescovo adducendo alcuni motivi di tradizione. Apa era probabilmente interessato a mettere le mani sulle rendite dei fedeli in visita presso la Madonna della Montagna nella chiesa di Polsi e fu redarguito dal re in persona per le sue pretese economiche. Non si possiedono molte altre notizie sulla vita di Apa anche se, secondo le ricerche di Enzo D'Agostino (1990), l'Apa risultava ancora in vita il 29 marzo 1826 e morto il 16 maggio 1827. Risulta più probabile che sia morto a Polsi piuttosto che a Santa Severina; secondo qualche storico, potrebbe esserci stato l'interesse di qualcuno a far perdere la memoria di Apa.

## Incarichi
- Ispettore commissario dei viveri dell'esercito sanfedista (1799).[4]
- Commendatario della Badia di Polsi (1802-1803 --- ? )

## Opere
- Francesco Apa, Brieve dettaglio di alcuni particolari avvenimenti accaduti nel corso della campagna nella spedizione dell'Eminentissimo D. Fabrizio Ruffo, Napoli, Vincenzo Manfredi, 1800.

## Edizioni
- Mario Casaburi (a cura di), Brieve dettaglio di alcuni particolari avvenimenti accaduti nel corso della campagna nella spedizione dell'Eminentissimo D. Fabrizio Ruffo, Di Mauro Editore, 1999.